# Лека, Михай
Михай Даниэль Лека (рум. Mihai Daniel Leca; род. 14 апреля 1992, Бухарест) — румынский футболист, защитник клуба «Киндия Тырговиште».

## Клубная карьера

### Ранние годы. Начало профессиональной карьеры
Родился в Бухаресте. Воспитанник одного из грандов румынского футбола, столичного «Стяуа». Впоследствии перешел в молодежную академию более скромного клуба «Конкордия», в которой занимался до 2010 года. В футболке взрослой команды «Конкордии» дебютировал 5 декабря 2010 в победном (4:0) домашнем поединке 15-го тура Второй лиги Румынии против «Отопени». Михай вышел на поле на 75-й минуте, заменив Адриана Попу. Первым голом в профессиональной карьере отличился 15 сентября 2012 на 58-й минуте победного (3:1) выездного поединка 8-го тура Второй лиги против «Газ Метана». Лека вышел на поле в стартовом составе и отыграл весь матч. В команде выступал до конца июня 2014 года, за это время во Второй лиге Румынии сыграл 58 матчей (1 гол), еще 4 матча провел в кубке Румынии.
В начале октября 2014 года свободным агентом перешел в «Оцелул». За новую команду дебютировал 24 октября 2014 в ничейном (1:1) домашнем поединке Лиги 1 против «Газ Метана». Михай вышел на поле в стартовом составе и отыграл весь матч. Сыграл 11 матчей в элите румынского футбола, еще по 1 поединку провел в кубке Румынии и кубке румынской лиги.

### Вояж в Ирак, возвращение на родину и очередной отъезд за границу
27 июля 2015 года свободным агентом перебрался в иракский клуб «Заху». В Премьер-лиге Ирака сыграл 20 матчей. Единственным голом в составе «Заху» отметился 15 сентября 2015 на 76-й минуте ничейного (1:1) домашнего поединка чемпионата Ирака против «Аль-Минаа» из Басры.
В середине сентября 2016 вернулся на родину, где стал игроком «Брашова». За команду из одноименного города дебютировал 21 сентября 2016 в победном (4:2) домашнем поединке 8-го тура Второй лиги против «Балотешти». Лека вышел на поле в стартовом составе и отыграл весь матч. В команде провел первую часть сезона 2016/17 годов, за это время сыграл 11 матчей во второй лиге чемпионата Румынии.
В конце января 2017 снова выехал за границу, усилив «Нью-Сейнтс». В новой команде дебютировал 4 марта 2017 в победном (4:0) домашнем поединке 4-го тура Премьер-лиги Уэльса против «Бангор Сити». Михай вышел на поле на 81-й минуте, заменив Стивена Сондерса. Весной 2017 года провел 5 матчей в высшем дивизионе чемпионата Уэльса. В начале июля 2017 покинул команду. 8 октября 2017 перебрался в Молдову, где стал игроком «Зимбру». В футболке столичного клуба дебютировал 28 октября 2017 в проигранном (0:3) выездном поединке 15-го тура Национального дивизиона Молдовы против бельцовской «Зари». Михай вышел на поле в стартовом составе и отыграл весь матч. Осенью 2017 года провел 3 поединка в элитном дивизионе молдавского чемпионата.

### Выступления за румынские клубы по возвращении из-за границы
В конце января 2018 вернулся в Румынию, где усилил «Ювентус». В футболке столичного клуба дебютировал 4 февраля 2018 года в ничейном (0:0) выездном поединке 23-го тура Лиги I против «Ботошани». Лека вышел на поле в стартовом составе и отыграл весь матч, а на 61-й минуте получил желтую карточку. Единственным голом за «Ювентус» отметился 18 мая 2018 на 16-й минуте проигранного (1:2) выездного поединка 11-го тура Лиги I против «Сепси». Михай вышел на поле в стартовом составе и отыграл весь матч, а на 45-й минуте получил желтую карточку. В сезоне 2017/18 годов отыграл 16 матчей в Лиге I, в которых отличился 1 голом.
В начале июля 2018 вернулся в «Конкордию». В футболке клуба из Кьажны дебютировал 30 июля 2018 года в ничейном (1:1) домашнем поединке 2-го тура Лиги I против «Вииторула». Лека вышел на поле в стартовом составе, а на 84-й минуте его заменил Кристиан Альбу. Единственным голом за «Конкордию» отметился 9 декабря 2018 на 73-й минуте проигранного (1:3) выездного поединка 19-го тура Лиги I против «Астры». Михай вышел на поле в стартовом составе и отыграл весь матч, а на 37-й минуте получил желтую карточку. В первой половине сезона 2018/19 годов сыграл 15 матчей в Лиге I, в которой отличился 1 голом.
В середине февраля 2019 года отправился в аренду в «Киндию». За новую команду дебютировал 1 марта 2019 в победном (1:0) выездном поединке 23-го тура Лиги II против «Арджеша». Михай вышел на поле в стартовом составе и отыграл весь матч, а на 89-й минуте отличился своим первым голом за команду. Помог команде выиграть второй дивизион Румынии и повыситься в классе. В преддверии старта сезона 2019/20 годов стал полноценным игроком «Киндии». В общем за клуб отыграл около сезона, в чемпионатах Румынии сыграл 32 матча (5 голов), еще 1 поединок провел в кубке Румынии.
18 февраля 2020 усилил «Арджеш». За новую команду дебютировал 7 марта 2020 в победном (4:0) выездном поединке 24-го тура Лиги 2 против «Пандурия». Лека вышел на поле в стартовом составе и отыграл весь матч. По итогам сезона «Арджеш» занял 4 место и повыситься в классе. Следующий сезон провел вместе с командой в Лиге 1, но по его завершении покинул «Арджеш».

### Львов
14 октября 2021 подписал 1 годовой контракт (с возможностью продления еще на один год) со «Львовом». В футболке «горожан» дебютировал 16 октября 2021 в проигранном (1:4) домашнем поединке 11-го тура Премьер-лиги Украины против киевского «Динамо». Михай вышел на поле в стартовом составе и отыграл весь матч.

## Карьера в сборной
В футболке молодежной сборной Румынии дебютировал 10 сентября 2013 в проигранном (2:3) выездном поединке молодежного чемпионата Европы против Черногории. Михай вышел на поле в стартовом составе и отыграл весь матч. Тем не менее, этот поединок оказался единственным для Леки в составе молодежной сборной страны.